# Dobet Gnahoré
Dobet Valérie Gnahoré  est née en Côte d'Ivoire le 17 juin 1982. Elle est une chanteuse, danseuse et musicienne ivoirienne. Autrice-compositrice, Dobet Gnahoré vit entre la France (à Strasbourg) et la Côte d'Ivoire.

## Biographie

### Enfance et jeunesse
Originaire de l'Ouest de la Côte d'Ivoire, Dobet Gnahoré est la fille aînée de Boni Gnahoré, maître percussionniste de la Compagnie Ki Yi M'Bock d’Abidjan dirigée par Werewere Liking. Abandonnée par sa mère à sa naissance, elle est élevée dans son village, appelé Kragbalilié, par sa grand-mère,. Dans ce village du canton Guebié, elle participe aux travaux dans les champs. Vers l'âge de 6 ans, elle rejoint son père à Abidjan, elle ne parlait que la langue traditionnelle du village où elle avait grandi. Elle quitte l'école à l'âge de 12 ans pour rejoindre la compagnie d'artistes de son père où elle apprend le théâtre, la danse, la musique et le chant. Elle pratique plusieurs styles de musique. En 1999, alors qu'elle est âgée de 17 ans, Dobet Gnahoré, quitte la Côte d'Ivoire pour s'installer en France.

### Débuts dans la musique
Après trois années de formation aux arts de la scène, elle quitte le Kiyi M'bock pour rejoindre la grande compagnie de danse afro-contemporaine Tchétché de Béatrice Combe, où elle reste une année et acquiert plus d'expérience. En 1996, elle rencontre le guitariste français Colin Laroche de Féline qui était à l’époque le guitariste de son père Boni Gnahoré, avec qui elle compose plusieurs chansons,. Ensemble, ils forment en 1999 le duo Ano Neko qui signifie « Créons ensemble »  en bété (sa langue maternelle). L'album Ano Neko sort en 2004 avec 16 titres essentiellement composés en bété. Aussi elle chante dans une multitude de langues telles que : en malinké, en lingala; en wolof. Trois ans plus tard son album « Na Afriki » signifiant « mon Afrique » en Dida, langue locale du sud-ouest et du centre-sud de la Côte d'Ivoire, consacre le talent de Dobet Gnahoré.
En 2001, elle participe pour la première fois au Masa, l'un des plus grands marchés culturels africains.

### Six albums
En 2003, le duo est complété par le tunisien Nabil Mehrezi à la basse et  Samba aux percussions. Le groupe se recentre alors sur le nom de « Dobet Gnahoré ».
En 2003, elle signe avec la maison de production Contre jour (Belgique), avec laquelle elle sort quatre albums.
En 2010, lors de la 52ème cérémonie, elle remporte un Grammy Awards, pour "Pearls", chanté en duo avec India Arie. Paco Séry ayant été primé la même année en jazz, ils deviennent les deux premiers artistes ivoiriens à remporter cette distinction.
À partir de 2010, ce sont Clive Govinden et Boris Tchango qui assurent respectivement les fonctions de bassiste et de batteur. Dans son quatrième album, elle chante en bété, en malinké, en dida, en lingala, en créole haïtien, en français et en anglais,.
Pour son cinquième album, Miziki, sorti en 2018, Dobet Gnahoré s'attache les services de Nicolas Repac afin d'obtenir un son plus afro-électro. Elle avait apprécié le travail du producteur français avec la chanteuse malienne Mamani Keïta. Dans cet album que la chanteuse qualifie de « plus personnel », elle aborde notamment les thèmes de « la compassion, l'amour, la paix, l'éducation ». Cet album est jugé « lumineux » par le quotidien français Le Monde.
Début 2020, en raison de la pandémie du Covid-19, elle revient s’installer en Côte d’Ivoire. De retour, l’artiste ivoirienne sort Couleur, son 6ème album. Le premier single de l'album, Lève-toi, est une collaboration avec Yabongo Lova, la star ivoirienne du zouglou.

## Entreprises

### Djoli Production
Dobet Gnahoré a son propre label musical : Djoli Production.

### Vie privée
Dobet Gnahoré s'était mariée avec le guitariste français Colin Laroche de Féline, avec qui elle a vécu pendant dix-huit ans, Dobet Gnahoré est mère de deux enfants. L’artiste œuvre également en faveur des démunis.Le financement de cette structure repose en grande partie sur ses cours de danse et de chant en Europe17.

## Œuvres
Dobet Gnahoré a également participé aux compilations suivantes :
- Music from the Chocolate Lands (2004), titre 7 : "Kakou"
- Women of Africa (2004), titre 9 : "Abiani"
- WorldDivas (2006), titre 3 : "Youné" (CD2 Les Héritières")
- Acoustic Africa (2006), titre 10 : Paléa

## Distinctions

### Décorations
- Ambassadeur des droits de l'homme en Côte d’Ivoire[17],[18].

### Récompenses
- Primée au Grammy Awards en 2010, catégorie meilleure performance Urban/Alternative[19],[20].